# Жовтневий район (Станіславська область)
Жовтневий район — колишній район у складі Станіславської області УРСР. Центром району було селище Жовтень (нині смт Єзупіль).

## Історія
17 січня 1940 року Станіславський повіт було розділено на 5 районів. До Жовтневого району відійшли села ґмін Єзупіль, Деліїв і Маріямпіль.
Першим секретарем райкому компартії призначили Н. Ф. Черепаху, до того — перший секретар Липецького райкому Харківської області. Головою райвиконкому призначений Коваль, який поступово став національно свідомим і відмовився в 1941 році евакуюватись на схід, за що був розстріляний НКВС.
Станом на 1 вересня 1946 року площа району становила 200 км², 1 селищна рада, сільських рад — 20.
За даними облуправління МГБ у 1949 р. в Жовтневому районі підпілля ОУН найактивнішим було в селах Ганнусівка і Дубівці.
На 22.01.1955 в районі залишилось 15 сільрад.
6 червня 1957 р. ліквідовано 5 районів області, між якими і Жовтневий, територію якого розділили між Галицьким і Більшівцівським районами.

### Адміністративний поділ станом на 1 вересня 1946 року[7]
- Жовтнева селищна рада
  - селище Жовтень
- Бишівська сільська рада
  - село Бишів
  - хутір Воронець
- Вовчківська сільська рада
  - село Вовчків
- Водниківська сільська рада
  - село Водники
- Ганнусівська сільська рада
  - село Ганнусівка
- Деліївська сільська рада
  - село Делієве
- Дубовецька сільська рада
  - село Дубівці
  - хутір Перевози
- Кінчаківська сільська рада
  - село Кінчаки
- Кремидівська сільська рада
  - село Кремидів
- Козинська сільська рада
  - село Козина
- Ланівська сільська рада
  - село Лани
- Маринопільська сільська рада
  - село Маринопіль
- Медухівська сільська рада
  - село Медуха
- Межигорецька сільська рада
  - село Межигірці
- Озерцівська сільська рада
  - село Озерце
- Поберезька сільська рада
  - село Побережжя
- Семаківська сільська рада
  - село Семаківці
- Сілецька сільська рада
  - село Сілець
- Тумирська сільська рада
  - село Тумир
- Тустанська сільська рада
  - село Тустань
- Хоростківська сільська рада
  - село Хоростків

## ДіяльністьОУНтаУПА
Жовтневий район був одним із осередків активного українського підпілля та опору у роки як німецької, так і радянської окупації. Провідником районного проводу ОУН був Ворона Василь Матвійович.